# Hymeniacidon chloris
Hymeniacidon chloris är en svampdjursart som beskrevs av de Laubenfels 1950. Hymeniacidon chloris ingår i släktet Hymeniacidon och familjen Halichondriidae. Inga underarter finns listade i Catalogue of Life.